# 高崇山镇
高崇山镇，是中华人民共和国湖南省邵陽市双清区下辖的一个乡镇级行政单位。

## 行政区划
高崇山镇下辖以下地区：
高崇山社区、长木村、东郊渔场村、短陂桥村、浏阳村、大兴村、荷龙村、大元村、鸟山村、谢姜村、马石村、兴隆村、杨梅村、戴金村和邢家村。